# Christianshavns Oplagspladser
Christianshavns Oplagspladser var en københavnsk virksomhed, der fra 1905 byggede og ejede en række ejendomme på Islands Brygge. 
Virksomheden blev stiftet 1. april 1902 med det formål at bygge på Christianshavn og det inddæmmede areal syd for Langebro. Derudover havde virksomheden planer om at drive pakhusforretning.
Virksomheden var i begyndelsen af 90'erne udsat for et forsøg på fjendtlig overtagelse af Klaus Riskær og Accumulator Invest. Beboerne og selskabet gjorde fælles sag mod overtagelsen, og sikrede boligområdet mod spekulationsopkøb.
Virksomheden blev i 1992 fusioneret med Ejendomsselskabet Norden. Ejendommene på Islands Brygge er blevet frasolgt i perioden efter 1995, hvoraf mange er blevet solgt til beboerne som andelsboliger.